# Felsődubovány
Felsődubovány (szlovákul Horné Dubovany) Dubovány településrésze, egykor önálló falu Szlovákiában, a Nagyszombati kerületben, a Pöstyéni járásban.

## Fekvése
Pöstyéntől 14 km-re, délnyugatra fekszik.

## Története
A régészeti leletek tanúsága szerint Dubovány területén a kőkorszak óta éltek emberek. A vonaldíszes kultúra népének nyomain kívül megtalálták itt a bronzkor és a korai vaskor népeinek nyomait is. A szlávok korai településének nyomait a 8. és 9. századból származó 39 feltárt sír jelzi.
1113-ban a zobori apátság oklevele „villa Lucinci" falut említ. A falu bizonyos első említése 1279-ből származik „Luchunch" néven. A középkorban a mai Dubovány község helyén két település, a csejtei váruradalomhoz tartotó Felsődubovány és az Ocskay család birtokában levő Alsódubovány állt. A történeti források szerint 1600-ban Felsőduboványnak 32 háza állt. 1787-ben 233 lakosa és 33 háza volt. Lakói főként mezőgazdasággal foglalkoztak.
Vályi András szerint: „Felső Dubovány. Tót falu Nyitra Vármegyében, földes Urai külömbféle Urak, lakosai katolikusok, fekszik az előbbitöl nem meszsze, réttye, és földgye ugyan első Osztálybéli, legelője is elég van, piatzozája Csejtán, Vágujhelyben, és Galgóczon; de mivel szőleje nintsen, és kevés fája van tűzre, a’ második Osztályba tétettetett."
Fényes Elek szerint: „Dubován, (Alsó- és Felső-), Nyitra m. két egymás mellett lévő tót falu, N. Kosztolán mellett. Az első 547 kath., 1 evang., 28 zsidó lak. F. u. Ocskay fam.; a második 252 kath., 1 evang., 11 zsidó lak. F. u. a csejtei uradalom. Határuk termékeny; réteik igen jók; bort termesztenek; malmuk van. Ut. p. N. Szombat."
Nyitra vármegye monográfiája szerint: „Felső-Dubován, tót község, Alsó-Dubován mellett, a Dudvág jobb partján, 304 r. kath. vallásu lakossal. Postája Nagy-Kosztolány, táviró- és vasúti állomása Kosztolány. Földesurai ugyanazok voltak, mint Alsó-Dubován községé, minthogy története és egyéb emlékei tekintetében is teljesen összefügg a szomszédos Alsó-Dubovánnal 1379-ben szintén mint Leövey 114Miklós, az Ocskayak ősének birtoka szerepel. Most gróf Zamojszky Ludmillának van itt nagyobb birtoka."
1910-ben 419, túlnyomórészt szlovák lakosa volt. A trianoni békeszerződésig Nyitra vármegye Pöstyéni járásához tartozott.
Alsó- és Felsőduboványt 1943-ban egyesítették.

## Lásd még
Alsódubovány
Dubovány

## Külső hivatkozások
- Hivatalos oldal
- Községinfó
- Dubovány Szlovákia térképén
- Travelatlas.sk